# Despotado de Angelokastro y Lepanto
El Despotado de Angelokastro y Lepanto fue un señorío medieval bizantino gobernado por jefes tribales albaneses que existió entre 1359 y 1407 o 1408. Sus centros fueron las fortalezas de Angelokastro y Lepanto (actual Naupacto).

## Historia
El despotado surgió en 1359 después de la derrota del gobernante epirota Nicéforo II Orsini, en la batalla de Aqueloo. En 1374, el déspota albanés Juan Espata unificó el territorio con el vecino Despotado de Arta.
Durante la guerra civil en el Despotado de Arta entre 1400 y 1401, Esguro Espata, hermano de Juan, fue derrocado y este volvió a crear el despotado en 1401. Sin embargo, el conde Carlo I Tocco de Cefalonia comenzó a amenazar aquel territorio en 1402. Esguro fue asediado en su capital, Angelokastro. Aunque las fuerzas de Carlo fueron rechazadas, Esguro murió a causa de las heridas recibidas en el asedio. El sucesor de Esguro, Pablo Espata, se convirtió en vasallo de los otomanos para defenderse de los ataques de Tocco, y les entregó Angelokastro en 1406. Pablo solamente conservaría Lepanto y sus alrededores. No obstante, vendió esta región a Venecia en 1407 o 1408.

## Gobernantes
| Nombre        | Nombre en albanés | Periodo        | Notas                                                                                                  |
| ------------- | ----------------- | -------------- | --- |
| Juan Espata   | Gjin Shpata       | 1359-1374      | Después de la muerte de su pariente, Pedro Losha, Juan heredó el trono de Arta y anexó sus posesiones. |
| Esguro Espata | Sgouros Shpata    | 1401-1403      | |
| Pablo Espata  | Paul Shpata       | 1403-1407/1408 | En 1406, Pablo entregó Angelokastro a los turcos otomanos, y en 1407 o 1408 vendió Lepanto a Venecia.  |